# شبشير طملاي
شبشير طملاي إحدى قرى مركز منوف التابع لمحافظة المنوفية بجمهورية مصر العربية.

## التاريخ
قرية شبشير طملاي من القرى القديمة، واسمها الأصلي وقت الفتح الإسلامي لمصر ششوير (بالإنجليزية: Scheschouir)‏، وقد وردت باسم ششفير في أعمال جزيرة بني نصر ضمن قرى الروك الصلاحي التي أحصاها ابن مماتي في كتاب قوانين الدواوين، كما وردت باسم ششنير في أعمال جزيرة بني نصر ضمن قرى الروك الناصري التي أحصاها ابن الجيعان في كتاب «التحفة السنية بأسماء البلاد المصرية». وفي العصر العثماني كان اسمها في تربيع سنة 933هـ/1527م الذي أجراه الوالي العثماني سليمان باشا الخادم في عصر السلطان العثماني سليمان القانوني شبشير ضمن قرى ولاية جزيرة بني نصر، وفي تاريخ 1228هـ/1813م الذي عدّ قرى مصر بعد المسح الذي قام به محمد علي باشا باسم شبشير طملاي ضمن قرى مديرية المنوفية.

## السكان
بلغ عدد سكان شبشير طملاي 7,954 نسمة، حسب الإحصاء الرسمي لعام 2006.